# Старое (село, Ступинский район)
Старое — село в Ступинском районе Московской области в составе Аксиньинского сельского поселения (до 2006 года — Аксиньинский сельский округ). Старое на 2015 год, фактически, дачный посёлок: в селе 2 улицы и 4 садовых товарищества. Село связано автобусным сообщением с Москвой и соседними населёнными пунктами.

## Население
| 2002 | 2006 | 2010 |
| ---- | ---- | ---- |
| 75   | ↘61  | ↘56  |

Старое расположено в северо-восточной части района, в верховье безымянного левого притока реки Городенки, правого притока реки Северки, высота центра села над уровнем моря — 155 м. Ближайшие населённые пункты: Занкино в 0,7 км на юг и в 1,5 км на юго-восток Аксиньино.